# Франс Едвард Едельгейм
Франс Едвард Едельгейм (швед. Frans Edvard Edelheim; 23 травня 1848, Гельсінкі, Російська імперія — 27 січня 1909, Настола, Пяйят-Гяме, Російська імперія) — фінський інженер шведського походження, землевласник і багаторазовий представник Парламенту Великого князівства Фінляндського. Він став відомий завдяки спорудженню великих портових споруд в Санкт-Петербурзі, Маріуполі та Лієпаї наприкінці XIX століття. Після повернення до Фінляндії в 1894 році він керував фермою Койскала в Настолі.

## Кар'єра
Едельгельм навчався спочатку в Гельсінському приватному ліцеї, а потім у 1859—1864 роках у Фінському кадетському корпусі у Фрідріхсгамі. У 1864—1868 роках він навчався в Технічній школі в Гельсінкі, де виявив талант, особливо в математичних дисциплінах.

### Будівництво залізниць
Розпочав свій робочий шлях на будівництві залізниць на сході. У 1868-70 роках працював на різних керівних посадах на будівництві залізниці Курськ-Харків-Азов, у 1870-71 — на будівництві другої колії залізниці Москва-Курськ, у 1871-73 — на будівництві залізниці Київ-Берестя, зокрема — збудував чавунні мости через Прип'ять і [уточнити], у 1873-75 — на будівництві залізниці Моршанськ-Сизрань з мостами через [уточнити], [уточнити], [уточнити] і Суру. Завдяки роботі на будівництві познайомився і зблизився із інжеренами Петром Борейшею і С. П. Максимовичем.

### Портове будівництво
Едельгейм у 1875-76 роках брав участь у будівництві Олександрівського мосту через річку Нева у Санкт-Петербурзі, а в 1876-86 — працював на будівництві Петербурзького порту і Петербурзького морського каналу від Кронштадта до гирла Неви протяжністю 34 км..
У 1886—1889 роках Едельгейм був головним інженером будівництва порту в Маріуполі на території сучасної України. Роботи почалися в 1886 році, порт був відкритий для трафіку в 1889 році. Загальна вартість робіт склала 4 мільйони рублів. Для порту, площею 131 га, було викопано 2 мільйони кубічних метрів ґрунту та споруджено 1000 метрів хвилерізу. Порт був забезпечений, за прикладом англійських портів експорту вугілля, сучасними на той час крановими пристроями.
У 1889—1994 роках Едельхайм здійснив свій третій великий портовий проект у Лієпаї в сучасній Латвії. Проект, який складався з Лієпайського військового та торговельного портів, коштував 15 мільйонів рублів і був навіть більшим за розміром, ніж будівництво порту в Маріуполі.

### Землевласник
У 1894 році Едельгейм повернувся до Фінляндії і купив ферму Койскала в Настолі, де провів своє дитинство і юність. У наступні роки Едельгейм значно розвинув господарство.
Після повернення до Фінляндії Едельхайм брав участь як голова своєї сім'ї в ландтазі.

## Особисте життя
Едельгейм був молодшою дитиною сенатора Пауля Хенріка Едельхайма та його дружини Емілії Крістіни аф Брунер. Крім старшого брата, який помер у віці 29 років, у нього було дві сестри, одна з яких була письменницею Анною Едельгейм, першою жінкою-журналісткою у Фінляндії, інша була одружена з Форселлесом, який помер цього року[коли?] в Елімакі.
Едельгейм одружився з Анною Августою Марією Ульнер.